# Église Saint-Sébastien de Ceillac
L'église Saint-Sébastien est une église catholique située à Ceillac (Hautes-Alpes) dans le diocèse de Gap et d'Embrun.

## Historique et architecture
Consacrée en 1542, la translation des reliques de saint Sébastien n'eut lieu qu'en 1768. Remodelée, remaniée et agrandie au fil des siècles, l'église témoigne d'une grande vitalité de la communauté chrétienne à Ceillac.

### Clocher
Il dispose de plusieurs ouvertures, renfermant des cloches de différentes tailles.

### Portail sud
Le linteau rose porte l'inscription "Anno Domini MDI" (An du Seigneur 1501).

### Cadran solaire
Le cadran solaire datant de 1739 a été rénové en 1994 .

### Horloge
Datant de 1872, la fresque de l'horloge a été restaurée en 1994.

### Nef
Le premier arc du bas de l'église porte la date de 1667, la voûte avant le chœur sur le côté nord, celle de 1755. Les piliers surtout ceux du nord de la nef sont bien antérieurs, peut-être du XIIIe siècle, voire du XIIe, bien qu'il soit difficile de dater à cette époque en matière d'architecture car l'évolution d'une région à l'autre surtout dans ces pays isolés, pouvait différer de plusieurs siècles.

### Chœur
Presque carré, avec voûte en croisée d'ogive, en tuf avec à la clé de voûte une simple croix régulière dans un cercle. Le maître-autel en marbre blanc est sculpté suivant la mode de la fin du XIXe siècle.

### Fresques
La peinture date des environs du XVIe siècle et raconte une partie de la vie de saint Sébastien.

### Statue
Elle est en bois, située à l'entrée du chœur, et représente sainte Anne.